# Beka Vachiberadze
Beka Vachiberadze (Oekraïens: Бека Зазайович Вачіберадзе, Georgisch: ბექა ვაჩიბერაძე; 5 maart 1996) is een Oekraïens-Georgisch profvoetballer die als middenvelder voor Lommel SK speelt.

## Clubcarrière

##### Jeugd & Real Betis
Vachiberadze werd geboren in Koetaisi, Georgië. Hij speelde in de jeugd bij Tsjornomorets Odessa en FK Sjachtar Donetsk in Oekraïne. Vachiberadze speelde tot en met de U19 bij Sjaktar, hij speelde echter nooit een wedstrijd in het A-elftal. Hierna vertrok hij naar Real Betis, hier speelde hij ook geen enkele wedstrijd in het elftal.

##### FK RFS
Na zijn mislukte avontuur in Spanje vertrok Vachiberadze naar FK RFS, dit werd op zijn 22ste pas zijn eerst profclub waar hij in het A-elftal stond. Hier speelde hij 37 van de 54 wedstrijden dat seizoen. Rigas Futbola Skola werd in 2018 derde en in 2019 tweede. Hij speelde 2 maal een half seizoen omdat in Letland het seizoen van het voorjaar tot het najaar duurt.

##### Lommel SK
Vachiberadze maakte zijn debuut op 3 augustus 2019 thuis tegen KVC Westerlo, Westerlo won die match met 0-2. Vachiberadze speelde tot eind september 2019 bijna elke wedstrijd, Lommel stond er eind september echter niet goed voor waardoor Vachiberadze het kind van de rekening werd. In oktober 2019 werd Stefán Gíslason ontslagen, onder Peter Maes werd Vachiberadze op een zijspoor geschoven. Nadien speelde hij niet meer tot 20 december, toen mocht hij voor 1 minuut invallen in de 1-0 thuisoverwinning tegen Beerschot VA.

## Interlandcarrière
Vachiberadze was op van de U16 tot en met de U21 een international voor Oekraïne. Hij kan ook opgeroepen worden voor Georgië.  
1 Fiermarín ·
3 Lemoine ·
4 Wuytens ·
5 Kis ·
6 Neven  ·
7 Henkens ·
8 Rosa ·
9 Saito ·
10 Agyepong ·
11 Kadiri ·
12 Lambrix ·
14 Tolinsson ·
16 Verschueren ·
17 Belghali ·
18 Þórðarson ·
19 Arzani ·
20 De Busser ·
21 Troonbeeckx ·
22 Kabongo ·
23 Vandersmissen ·
24 Boussouf ·
25 Aminu ·
27 Caio Roque ·
28 Anello ·
29 Aguilar ·
32 Talvitie ·
Coach: Van der Veen